# ГЕС Dòngpíng (Хубей)
ГЕС Dòngpíng (洞坪水电站) — гідроелектростанція у центральній частині Китаю в провінції Хубей. Використовує ресурс із річки Zhongjiang, правої притоки Qingjiang, котра в свою чергу є правою притокою Янцзи.
В межах проекту річку перекрили бетонною арковою греблею висотою 135 метрів, довжиною 495 метрів та шириною від 5 (по гребеню) до 24 (по основі) метрів. Вона утримує водосховище з об’ємом 343 млн м3, в якому припустиме коливання рівня поверхні у операційному режимі між позначками 456 та 490 метрів НРМ (під час повені може зростати до 494 метрів НРМ).
Споруджений на лівобережжі пригреблевий підземний зал обладнали двома турбінами типу Френсіс потужністю по 55 МВт, які використовують напір до 101 метра та забезпечують виробництво 322 млн кВт-год електроенергії на рік.